# Karl Ruprecht Kroenen
Karl Ruprecht Kroenen es un personaje ficticio creado por Mike Mignola, presente en la serie de cómics de Hellboy de la editorial Dark Horse.
En los cómics, Kroenen es un científico nazi de las SS relativamente poco notable, cuya característica más distintiva es que siempre utiliza una máscara de gas y un traje protector, posiblemente debido a un grave trastorno obsesivo-compulsivo y un temor a las bacterias (lo cual es en sí un tipo de trastorno obsesivo-compulsivo, el de "lavadores y limpiadores") 
El director Guillermo del Toro desarrolló una biografía alternativa que amplía de manera significativa las dimensiones del personaje, apareciendo más como un asesino extraordinario en la adaptación de la película de 2004.

## Historia

### Historia en los cómics
Un científico alemán que trabaja para los nazis y miembro de la Sociedad Thule. El Dr. Kroenen se convirtió en uno de los mejores científicos del Proyecto Ragnarok, y un discípulo cercano de Grigori Rasputin, junto con Ilsa Haupstein y Leopold Kurtz. Estuvo presente al lado de Rasputin en el ritual secreto de Escocia, en el cual Hellboy llegó al mundo. 
Kroenen, Haupstein y Kurtz fueron congelados en una base secreta nazi, hasta que fueron resucitados por el industrial Roderick Zinco, por órdenes de Rasputín. 
Kroenen reanudó varios de sus proyectos de trabajo anteriores, incluido la formulación de un "Ejército del Apocalipsis", mediante la combinación de cadáveres con robótica. También convenció a Zinco para recuperar la cabeza de su colega, Herman von Klempt, que estaba en América del Sur. Kroenen conservaba un afecto por su colega, a pesar de que Rasputín había rechazado a Von Klempt como no apto para participar del Proyecto Ragna-Rok. Cuando la cabeza de Von Klempt fue reanimada, esta trató de convencer a Kroenen de abandonar el plan de Rasputin para despertar a Ogdru Jahad (objetivo del proyecto Ragna Rok), y en su lugar, utilizar el ejército para recuperar la obra de Von Klempt en América del Sur. Al oírlo, Kurtz se puso furioso y atacó la cabeza de Von Klempt, gritando: "¡Rasputín es el amo!". En el pánico, Kroenen cogió un cuchillo y mató a Kurtz. Cuando su plan falló, Rasputín enfurecido, atacó y dejó ciego a Zinco. Andando a ciegas, Zinco accidentalmente presiona el botón de autodestrucción de la base, destruyéndola por completo y a Kroenen con él.

### Biografía en el cine
(La biografía ampliada de Kroenen aparece como una serie de viñetas de cómic en el libro "Hellboy: El arte de la película", que viene en la sección "Contenido especial" del DVD de la película). 
Karl Ruprecht Kroenen nació en Múnich, Alemania, en 1897. Era un prodigio musical de rasgos angelicales y pelo rubio. El joven Kroenen recorrió las capitales de Europa cantando ópera hasta que su voz cambió y se hizo grave, debido al inicio de la pubertad, poniendo así fin a su carrera musical. Desde una edad muy temprana, demostró síntomas de masoquismo, como azotarse diariamente con una rama de roble recién cortada, encontrando placer en el dolor. 
De adolescente, detestaba sus imperfecciones y desarrolló una forma extrema de trastorno dismórfico corporal (denominada "adicción quirúrgica" en la película). En su obsesión por la perfección física, llevó a cabo experimentos brutales en su propio cuerpo, incluyendo la extirpación quirúrgica de sus propios párpados, labios y las puntas del pie y uñas. También diseñó una ajustada máscara de gas apropiada para evitar el filtrado de gérmenes, la cual llevaba casi permanentemente. 
También se hizo bastante hábil con los dispositivos mecánicos, creyendo que la fusión de construcciones mecánicas con organismos vivos contribuiría a crear la perfección. Una de sus primeras invenciones fue un ruiseñor de relojería mecánica, el cual cantaba un aria de Mozart a la perfección. 
En 1930, se reunió con Rasputín, éste resucitado por primera vez. Obsesionado con la pureza, Kroenen rápidamente se convirtió en el discípulo más leal de Rasputín. Posteriormente se unió al Partido Nazi, y ascendió rápidamente a través de sus filas, uniéndose a las SS en 1933 y alcanzando el rango de "Obersturmbannführer" (teniente coronel). Se le concedió la Cruz de Hierro por sus servicios en el Tercer Reich, incluido un período de servicio como comandante del campo de concentración de Auschwitz, donde sirvió con distinción. Kroenen se convirtió en jefe de la Sociedad Thule, un grupo de aristócratas alemanes obsesionados con el ocultismo. Él les ayudó a la punta de lanza del proyecto Ragna Rok, la ingeniería del generador de portales que invocan a la bestia escarlata, Hellboy, en octubre de 1944. 
Un tirador magistral, también se hizo famoso por su habilidad con la espada y creó su propia firma de espadas. 
Cuando las fuerzas aliadas atacaron la isla de la costa de Escocia, aquella donde tuvo lugar el Proyecto RagnaRok, Kroenen sacrificó a varios de los soldados de Estados Unidos que atacaron la base, pero se distrajo por una granada lanzada en el marco del dispositivo del portal por el joven profesor Trevor Bruttenholm. Kroenen intenta recuperar la granada, pero su mano izquierda fue desviado, y una larga varilla (o barras) de refuerzo de hormigón sale disparada y lo empala a través del pecho, cortando su columna vertebral. Bruttehholm voltéa la vista y cuando vuelve a ver, el cuerpo de Kroenen ha desaparecido. 
Después de su desaparición, en 1956, una tumba sin nombre fue encontrada en Rumanía. Registros dentales identificaron los restos como los de Kroenen. 
Sin embargo, Kroenen reapareció en 2004. Gracias a los poderes inexplicables de la ciencia y la magia negra, Kroenen logró "repararse" así mismo con una mano mecánica de prótesis, una barra de acero que sustituye a la pieza rota de la columna vertebral, y un corazón-reloj implantado en el pecho que es operado por un viento de una llave. El arranque de la llave, le vuelve capaz de aumentar su velocidad y reflejos. Después de largas décadas, la sangre en sus venas se secó completamente, dejando sólo el polvo, y lo que le dejó prácticamente invulnerable a las heridas de bala. También podría a su vez la clave para "desconectar" de su cuerpo (literalmente), permaneciendo en un estado latente y que parece muerto, hasta que fue reanimado por él mismo. Se utilizó esta técnica engañosa para infiltrarse en la sede de la BPRD. Después hiriendo gravemente BPRD Agente Clay, fingió su propia muerte y yacía junto a Clay, y ambos fueron llevados a la sede. Una vez dentro, señaló Kroenen Rasputín allí, y personalmente mató a la Bruttenholm ahora anciano profesor, antes de desaparecer con Rasputin. 
El BPRD seguimiento de Rasputín a su propio mausoleo debajo de Moscú. Hellboy acudió para vengar la muerte de Bruttenholm al lanzara Kroenen en su propia trampa - un hoyo de aguja oculta debajo de una trampilla. Ensartado en las estacas, Kroenen luego se vio impotente (aunque se ríe) como Hellboy dejó caer un engrane gigante encima de él (aunque nunca se dejó claro si estaba o no muerto realmente). 
La máscara de gas Kroenen se estrelló y más tarde apareció en una vitrina en la BPRD en Hellboy II: The Golden Army. En el guion para esa película, una escena de un epílogo a ser un plomo en el de una tercera película, pero fue cortado por razones presupuestarias. Una versión animada de la escena aparece en las características especiales del DVD. Encontrado por Roderick Zinco en el mausoleo de las ruinas, sigue siendo Kroenen son llevados a un médico para que revivió con la alquimia avanzada, antes de viajar al Ártico en un largo edificio abandonado nazi de almacenamiento de armas para insertar la cabeza sin cuerpo de Kroenen en un cuerpo robótico enorme en el que punto Kroenen despierta y alaba su "maestro" previendo su resurrección como Rasputín aparece en la pantalla. 
En el comentario de Golden Army, Guillermo del Toro dijo también que, en la historia prevista para la tercera película, Kroenen iba a tener un poco de historia del pasado con el personaje de Johann Krauss.

## Armas y equipamiento
En los cómics, Kroenen es un científico bastante común, que parece poseer algún tipo de formación quirúrgica. En cambio, en el guion original de Hellboy, el joven profesor Bruttenholm describe a Kroenen como "uno de los principales científicos del Reich y cabeza de la sociedad ocultista Thule." En la versión de la película, la línea fue nuevamente revisada y la primera parte de la frase fue sustituida por "asesino superior de Hitler". 
En su comparecencia inicial, mientras que con un uniforme negro Schutzstaffel, Kroenen ejerce una pistola Luger P08 contra los soldados de EE. UU. y después ataca con un par de afiladas cuchillas retráctiles que se extienden desde las mangas de la gabardina. 
En sus apariciones posteriores, maneja un par de espadas estilo tonfa, y también tiene varios de otros puñales atados a su traje. 
Además, en una breve visita al taller de Kroenen, se observa toda una serie de gadgets preocupantes, junto con varias versiones diferentes de su máscara de gas. 
Varias veces en Hellboy II, maltratadas máscaras de gas de Kroenen se pueden ver en una vitrina junto con una máscara de oro que se asemeja a la cabeza de Sammael.

## Representaciones
El actor checo Ladislav Beran interpreta a Kroenen en la adaptación cinematográfica de Hellboy. 
Esta representación es radicalmente diferente a los cómics. Kroenen, que originalmente representaba el papel de un personaje humilde, que Del Toro describe como alguien que va a decir "¡Aargh! No te rompas la máquina!" es aquí representado como un soldado asesino totalmente leal a Rasputín